# 庫利坦字母
庫利坦字母（Kulitan）是菲律賓的一種本土書寫系統，常见于邦板牙、丹轆、巴丹和新怡詩夏等邦板牙語流通的省份。
庫利坦是一個元音附标文字或音素音節文字書寫系統，其中輔音文字具有默認的元音，可以使用變音符號來改變。庫利坦与東南亞的其他文字一樣，是一种印度風格的文字。
加州大學柏克萊分校語言學系的安舍曼·潘戴（Anshuman Pandey）提出把庫利坦字母加入Unicode編碼。

## 結構
17世紀初和18世紀西班牙語詞典編纂者（貝納文特（1699年）和贝格洛（1732年））將土著文字記錄记录下来。此書寫系統因此被稱為庫利坦。
書寫方向為由上而下，再向左書寫，如同傳統漢文般。歷史上曾經為由左而右，再向下，如同今日西文般的書寫方向。

## 参看
- 元音附标文字
- 諺文
- 藏文
- 满文
- 布希德文

### 字体下载
- Kapampangan字体 （页面存档备份，存于）